# Meredith Salenger
Meredith Dawn Salenger (Malibu, 14 marzo 1970) è un'attrice e doppiatrice statunitense.
Attiva dall'età di 12 anni, ha ottenuto il suo primo ruolo da protagonista nel film del 1985 Il viaggio di Natty Gann. Ha successivamente ottenuto altri ruoli di rilievo in film come Le ragazze di Jimmy, Il bacio del terrore e Un piccolo sogno.

## Biografia
A partire dal 1982, all'età di 12 anni, Salenger inizia lavorare come attrice ottenendo un ruolo minore nel film Annie. Nel 1985 ottiene il suo primo ruolo da protagonista nel film Disney Il viaggio di Natty Gann, grazie al quale vince un Young Artist Award nella categoria "miglior performance di una giovane attrice". Negli anni successivi, mentre continua a recitare sia in film per ragazzi che in opere di diverso tipo come i film horror Il bacio del terrore e Villaggio dei dannati, Salenger consegue inoltre una laurea in psicologia presso l'Università di Harvard. 
Nei decenni successivi, Salenger continua costantemente a lavorare come attrice, ottenendo ruoli più o meno rilevante in diversi film e opere televisive: fra gli altri appare in episodi di Buffy l'ammazzavampiri e Dawson's Creek e lavora come doppiatrice in diversi film e serie d'animazione, in particolare legati al franchise di Guerre stellari. Nel 2012 entra a far parte del cast della soap opera Hollywood Heights - Vita da popstar, apparendo in 71 episodi della trasmissione.
In concomitanza a ciò, Salenger consegue alcuni attestati in mediazione e inizia a lavorare come mediatrice per un'agenzia di Beverly Hills, senza tuttavia mai interrompere l'attività nel mondo dello spettacolo.

## Vita privata
Ebrea dalla nascita, Salenger viene da una famiglia di origine russa e austriaca. Nel 2017 Salenger ha sposato l'attore Patton Oswalt.

## Filmografia

### Attrice

#### Cinema
- Annie, regia di John Huston (1982)
- Il viaggio di Natty Gann, regia di Jeremy Kagan (1985)
- Le ragazze di Jimmy, regia di William Richert (1988)
- Il bacio del terrore, regia di Pen Densham (1988)
- Un piccolo sogno, regia di Marc Rocco (1989)
- Senza respiro, regia di Michael Spence (1991)
- Dead Beat, regia di Adam Dubov (1994)
- Villaggio dei dannati, regia di John Carpenter (1995)
- Girl in the Cadillac, regia di Lucas Platt (1996)
- Ultimo appello, regia di Rich Wilkes (1996)
- Sparkle and Charm, regia di William Brent Bell (1997)
- Sour Grapes, regia di Larry David (1998)
- Codice criminale, regia di Bret Michaels (1998)
- Bug Buster, regia di Lorenzo Doumani (1998)
- Lake Placid, regia di Steve Miner (1999)
- Matters of Consequence, regia di Morgan Higby Night (1999)
- Posta del cuore, regia di Steve Rash (2001)
- My Best Friend's Wife, regia di Doug Finelli (2001)
- Duetto a tre, regia di Jordan Brady (2002)
- The Work and the Glory III: A House Divided, regia di Sterling Van Wagenen (2006)
- Quality Time, regia di Chris LaMont (2007)
- Corsa a Witch Mountain, regia di Andy Fickman (2009)
- La lampada dei desideri, regia di Tracy Trost (2011)
- Crush, regia di Malik Bader (2013)
- Jake Squared, regia di Howard Goldberg (2013)
- The Second Coming of Christ, regia di Daniel Anghelcev (2018)
- The Prank, regia di Maureen Bharoocha (2022)

#### Televisione
- Disneyland – Serie TV, 1 episodio (1986)
- L'ultima frontiera – Film TV, regia di Simon Wincer (1986)
- April Morning – Film TV, regia di Delbert Mann (1988)
- I racconti della cripta – Serie TV, 1 episodio (1993)
- Legacy of Sin: The William Coit Story – Film TV, regia di Delbert Mann (1995)
- Pier 66 – Film TV, regia di Michael Lange (1996)
- Codice d'emergenza – Serie TV, 3 episodi (1996)
- Sentinel – Serie TV, 1 episodio (1996)
- Poltergeist: The Legacy – Serie TV, 1 episodio (1997)
- Buffy l'ammazzavampiri – Serie TV, 1 episodio (1998)
- Chicks – Film TV, regia di James Widdoes (1999)
- H.U.D. – Film TV, regia di David Zucker (2000)
- Resurrection Blvd. – Serie TV, 3 episodi (2001)
- Dawson's Creek – Serie TV, 2 episodi (2002)
- Super Robot Monkey Team Hyperforce Go! – Serie TV, 2 episodi (2003-2004)
- Cold Case - Delitti irrisolti – serie TV, episodio 2x18 (2005)
- La mia casa nel bosco – Film TV, regia di Stephen Bridgewater (2005)
- Close to home - Giustizia ad ogni costo – Serie TV, 1 episodio (2005)
- Life – Serie TV, 1 episodio (2007)
- The Cleaner – Serie TV, 1 episodio (2008)
- House Poor – Serie TV, 1 episodio (2008)
- 24 – Serie TV, 1 episodio (2009)
- Men of a Certain Age – Serie TV, 1 episodio (2010)
- Damages – Serie TV, 2 episodi (2011)
- Hollywood Heights - Vita da popstar – Soap opera, 71 episodi (2012)
- Anger Management – Serie TV, 1 episodio (2013)
- Sesso, bugie e selfie – Film TV, regia di Jace Alexander (2013)
- Grey's Anatomy – Serie TV, 1 episodio (2016)
- The Perfect Daughter – Film TV, regia di Brian Herzlinger (2016)
- Sleepovers – Film TV, regia di Tricia Leigh Fisher e Byron Thames (2017)
- Daredevil – Serie TV, 1 episodio (2018)
- Into the Dark – Serie TV, 1 episodio (2018)
- Happy! – Serie TV, 1 episodio (2019)
- Will & Grace – Serie TV, 1 episodio (2019)
- M.O.D.O.K. – Serie TV, 2 episodi (2021)

### Doppiatrice

#### Cinema
- Star Wars - Il risveglio della Forza, regia di  J. J. Abrams (2015)
- An American Dog Story, regia di Barry Kneller (2017)
- LEGO DC Super Hero Girls: Super-villain High, regia di Elsa Garagarza (2018)
- Pets 2 - Vita da animali, regia di Chris Renaud (2019)

#### Televisione
- Star Wars: The Clone Wars – Serie TV, 9 episodi (2009-2013)
- Mad – Serie TV, 8 episodio (2011-2013)
- Star Wars Rebels – Serie TV, 1 episodio (2016)
- Robot Chicken – Serie TV, 2 episodi (2018)
- My Little Pony - L'amicizia è magica – Serie TV, 1 episodio (2018)

## Doppiatrici italiane
- Giuppy Izzo in Il viaggio di Natty Gann
- Laura Boccanera in Cold Case - Delitti irrisolti
- Stella Musy in Un piccolo sogno
- Franca D'Amato in Grey's Anatomy